# Матилда Фризийска
Матилда Фризийска (на немски: Mathilde von Friesland, на френски: Mathilde de Frise; * 1024; † 1044) е кралица на Франция през 1034 – 1044 г.

## Произход
Дъщеря е на маркграф Людолф († 1038) от род Брунони и Гертруда от Фризия († 1077). Внучка е на Бруно I († 1015/1016, граф в Саксония) и на Гизела Швабска († 1043 г., която се омъжва 1016/1017 за император Конрад II, † 1039, от Салическата династия). По майчина линия тя е племенница на епископ Бруно, който през 1049 г. е избран като Лъв IX за папа. По баща е племенница на неговия полубрат император Хайнрих III.

## Кралица на Франция
Конрад II омъжва десетгодишната Матилда през 1034 г. за Анри I († 1060, от 1031 г. крал на Франция (от род Капетинги). Той е бил сгоден за умрялата малко преди това Матилда от Франкония (* 1027; † януари 1034), родната дъщеря на император Конрад II и Гизела Швабска.
През 1040 г. Матилда ражда дъщеря, но и двете умират една след друга през 1044 г. Матилда е погребана в манастира на Сен Дени, но нейният гроб вече не е запазен. След нейната смърт Анри I се жени за Анна Киевска.